# Jur Spijkers
Jur Spijkers (Tilburg, 18 maart 1997) is een Nederlandse judoka. In 2022 werd Spijkers Europees kampioen in de gewichtsklasse boven 100 kg.

## Resultaten
IJF Grand Prix 2018 Tbilisi +100 kg
 IJF Grand Prix 2021 Zagreb +100 kg
 IJF Grand Slam 2021 Tel Aviv +100 kg
 IJF Grand Slam 2021 Parijs +100 kg
 Europese kampioenschappen judo 2022 Sofia +100 kg
 IJF Grand Prix 2022 Zagreb +100 kg